# دیگنا اوچوا
دیگنا اوچوا (زادهٔ ۱۵ مه ۱۹۶۴- درگذشت ۱۹ اکتبر ۲۰۰۱) یک وکیل حقوق بشر اهل کشور مکزیک بود. اوچوا در طول دوران شغلی خود وکالت برخی از افراد که در جهت منافع فقیرترین جامعه مردم مکزیک بوده و بر ضد منافع دولتی قرار داشتند را بر عهده داشت. در ۱۹ اکتبر ۲۰۰۱، اوچوا توسط مهاجمان ناشناس در دفترش در مکزیکوسیتی به ضرب گلوله کشته شد. مقامات ایالتی مکزیک ابتدا مرگ او را خودکشی اعلام کردند، اما در میان اعتراضات فعالان حقوق بشر، تحقیقات در مورد مرگ او در سال ۲۰۰۵ دوباره آغاز شد. در سال ۲۰۲۱، دولت مرکزی مکزیک به اشتباه خود در روند تحقیقات مرگ اوچوا اعتراف کرد.

## زندگی‌نامه
دیگنا اوچوا در میسانتلا در ایالت وراکروز به دنیا آمد. اوچوا قبل از اینکه وکیل حقوق بشر شود یک راهبه بوده است.
اوچوا در سال ۱۹۸۴ به دانشکده حقوق در مرکز ایالت، ژالاپا، وراکروز رفت و در سال ۱۹۸۶ کار پاره وقت برای دفاتر دادستانی کل وراکروز را آغاز کرد. در ۱۶ اوت ۱۹۸۸، در حالی که همکاری‌های سیاسی با گروه‌های مخالف دولت مرکزی را داشت و پس از توصیه به خانواده‌اش مبنی بر اینکه لیست سیاهی از فعالان صنفی و سیاسی را در دفتر کارفرمای خود پیدا کرده است، ناگهان در جالاپا، وراکروز ربوده شد. اوچوا ادعا کرد کسانی که او را ربوده بودند از افسران پلیس ایالتی بودند و به او تجاوز جنسی شده بود. با این حال هیچ تحقیقی در مورد ربایش او صورت نگرفت. در سال ۱۹۹۱ او وارد صومعه دومنیکن شد و تا سال ۱۹۹۹ در آنجا تحصیل کرد. اما بدون اینکه مدرک خود را دریافت کند، از آنجا رفت.
در اوت ۱۹۹۹، دیگنا اوچوا بار دیگر ربوده شد و در یک ماشین در مکزیکو سیتی حبس شد. در اکتبر ۱۹۹۹، اوچوا دوباره در مکزیکو سیتی ربوده شد و مورد بازجویی و شکنجه قرار گرفت. در پایان این ربایش او را در کنار یک سیلندر باز گاز رها کردند. پلیس مکزیکوسیتی دربارهٔ این آدم‌ربایی‌ها تحقیق کرد و دادگاه بین‌آمریکایی حقوق بشر نیز از اوچوا حمایت کرد.
در اوت ۲۰۰۰، او به دلیل فعالیت‌های خود به واشینگتن دی سی، ایالات متحده آمریکا تبعید شد. هنگامی که در تبعید بود، جایزه «روح پایدار» را از عفو بین‌الملل و از دستان مارتین شین دریافت کرد.
در مارس ۲۰۰۱، او به مکزیکوسیتی بازگشت و در اوت ۲۰۰۱، حکم تبعید دادگاه از او برداشته شد. او در ۱۶ اکتبر ۲۰۰۱ در دفتر وکالت خود در خیابان اِی-۳۱ زاکی تاکاس در شهر مکزیکوسیتی فعالیت‌های خود را از سر گرفت. کار او نمایندگی از مخالفان مختلف دولت بود و در برخی موارد پیگیری اتهامات نقض حقوق بشر از جمله شکنجه توسط مقامات دولتی و ارتشی بود.

## مرگ
اوچوا در ۱۹ اکتبر ۲۰۰۱ در دفتر خود در منطقه روما در مکزیکو سیتی کشته شد. در زمان مرگ، او درگیر دفاع از مشکلات کشاورزان در گوئررو بود. جسد او در دفتر حقوقی محل کارش پیدا شد. یادداشتی از او پیدا شد که به اعضای مرکز حقوق بشر که اخیراً در آنجا کار می‌کرد هشدار می‌داد که ممکن است همین اتفاق برای آنها نیز بیفتد.
پس از مرگ او تحقیقات متعددی انجام شد. مقامات مکزیکوسیتی در ابتدا قتل او را یک خودکشی اعلام کرده بودند و در مارس ۲۰۰۲ به صورت رسمی حکم دادند که این خودکشی بوده است. اما این ادعا توسط چندین سناتور مورد مناقشه قرار گرفت. گزارش کالبد شکافی حاکی از آن بود که بدن وی دارای دو محل اصابت گلوله کالیبر ۲۲ بوده است. سرانجام مرگ او ناشی از اصابت گلوله به سر گزارش شد. علاوه بر گلوله‌ای که به سرش اصابت کرده بود، زخمی ناشی از گلوله نیز در سمت چپ بدنش وجود داشت. گلوله‌ای که به سرش اصابت کرده بود، در استخوان گیجگاهی سمت راست سرش فرورفته بود. اوچوا راست دست بود.
در سال ۲۰۰۲، دیگنا جایزه بین‌المللی حقوق بشر را توسط گلوبال اکسچنج، که یک سازمان غیردولتی بین‌المللی مستقر در سانفرانسیسکو بود، پس از مرگ خود دریافت کرد.
همچنین در سال ۲۰۰۳، دیگنا اوچوا جایزه بین‌المللی حقوق بشر "لودویک-تراریو" را دریافت کرد که توسط وکلای اروپایی اعطا می‌شد.